# آرنشتات
آرن اشتات (بالألمانية: Arnstadt) هي بلدة و بلدة ألمانية تقع في ألمانيا في Ilm-Kreis.  يقدر عدد سكانها بـ 25,500 نسمة .

## المدن التوأمة
مدن كاسل (مدينة ألمانية)، Dubí، Gurk و لو بوسكا هي مدن توأمة لـآرن اشتات.

## معرض صور

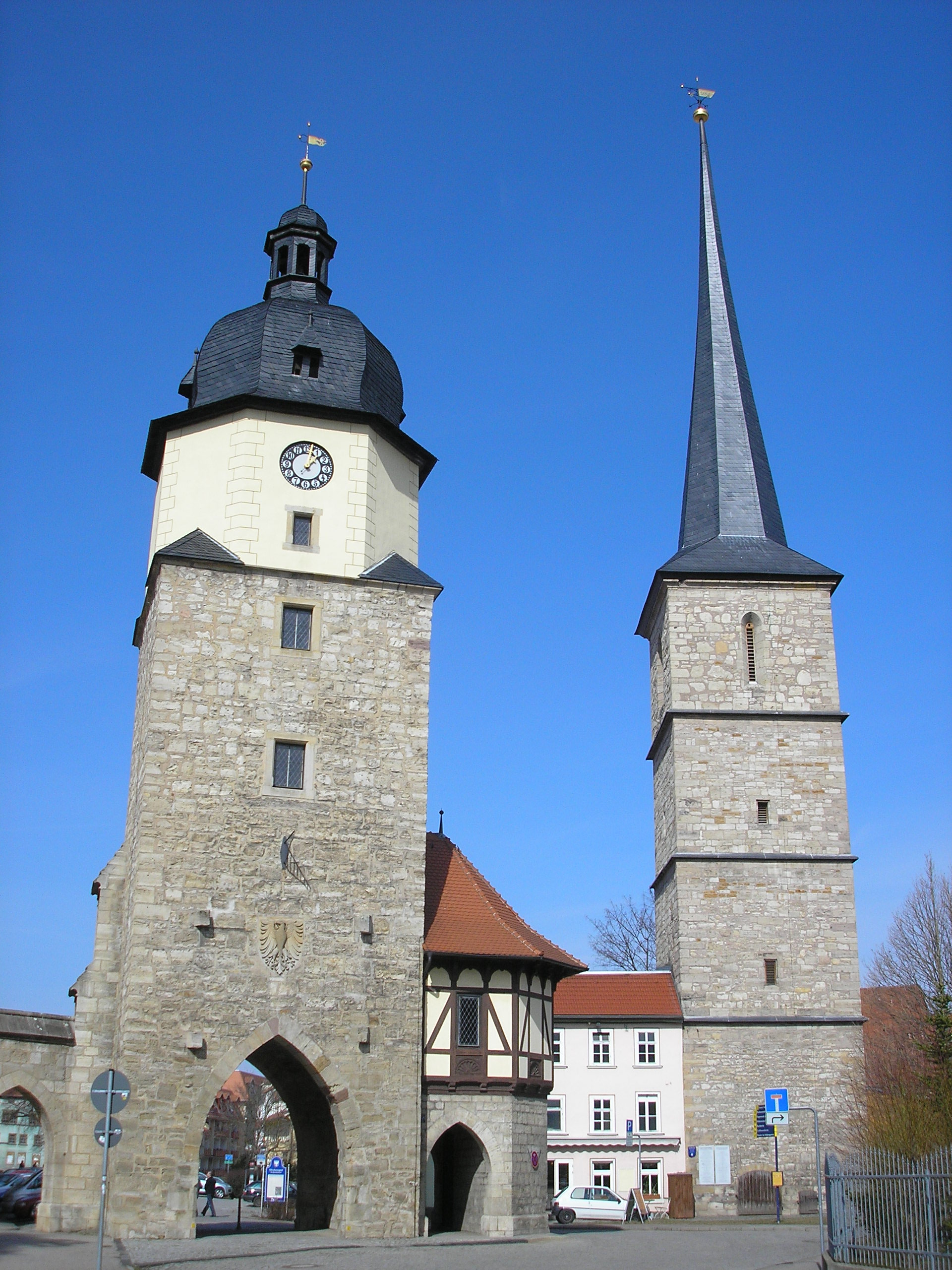
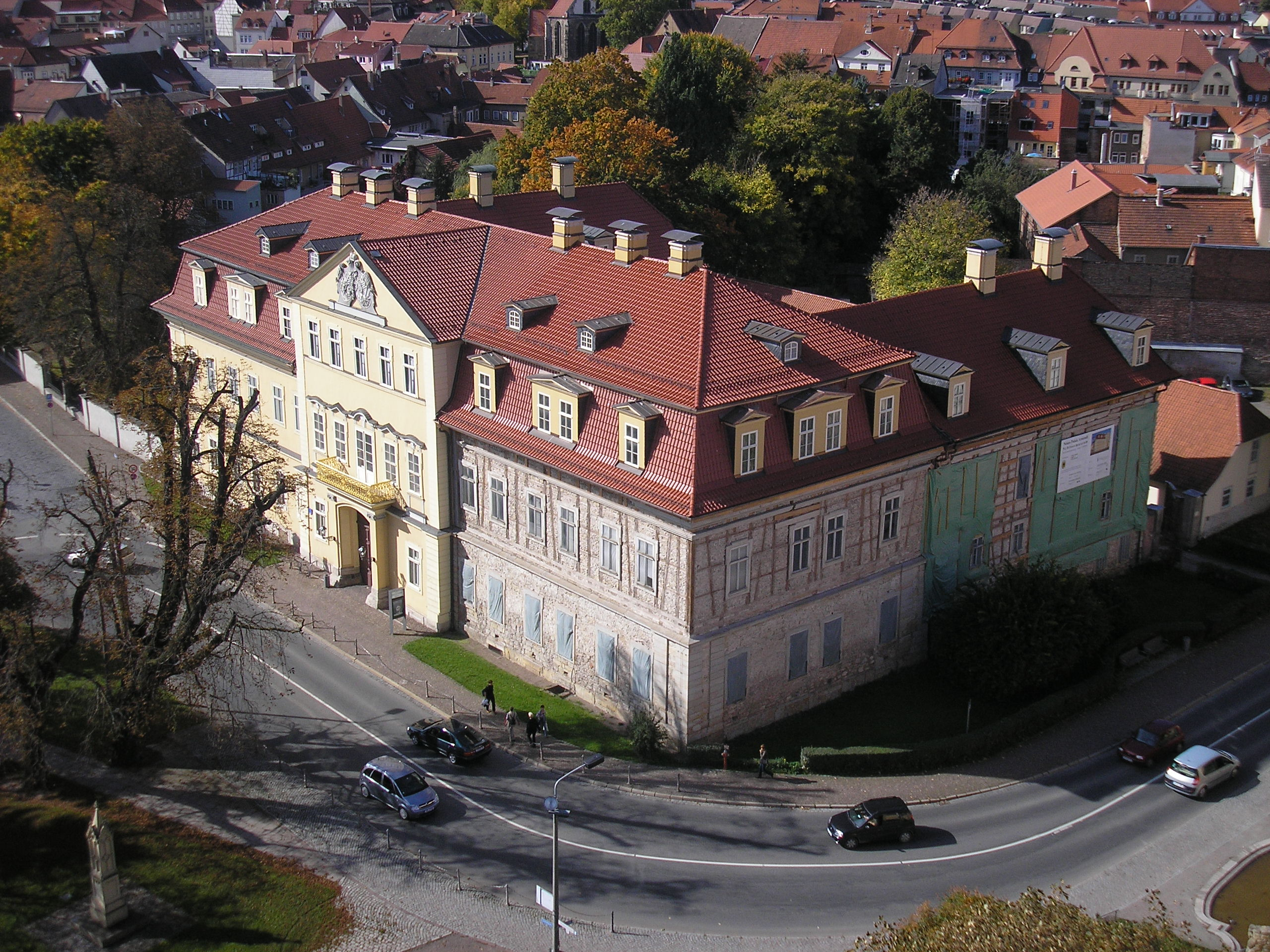
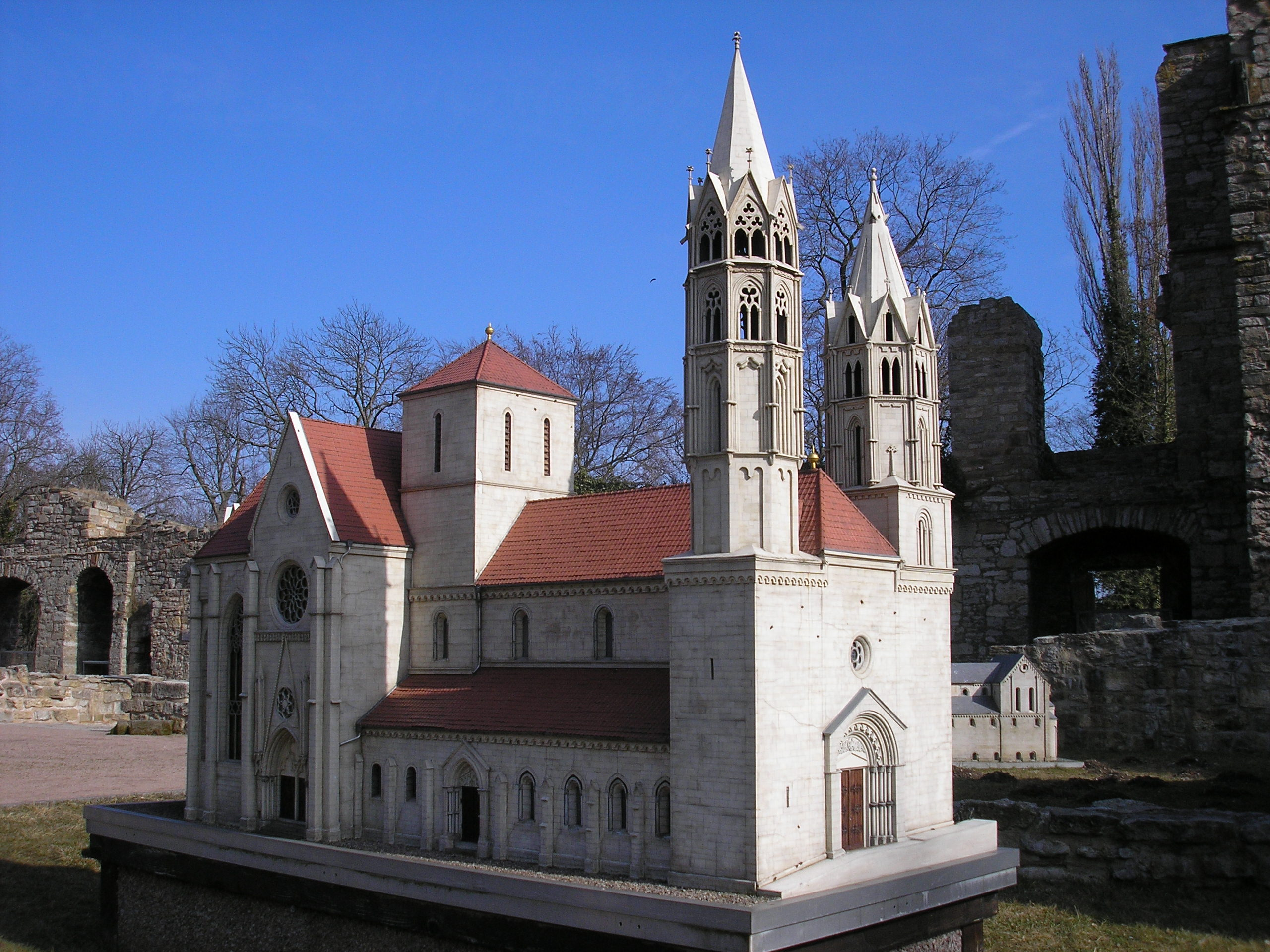

## أعلام
- يوهان ميخائيل باش
- كريستوف باش
- توماس زيغلر
- أندرياس ويبر
- أندرياس براندستيدت
- فيليبالد الكسيس
- كريستوف باش
- يوهان غوتليب ليندنر